# Костёл Вознесения Девы Марии (Польна)
Римско-католический костел Вознесения Девы Марии, самый большой храм Польны, был поставлен в 1700-1707, в 2008 году объявлен национальным культурным памятником.
После смерти Леопольда Дитрихштейна в 1708 году строительство храма было приостановлено, и он уже не был достроен так, как задумывалось изначально. Несмотря на это, специалисты оценивают его, как один из великолепнейших храмов в Чехии В период Рождества здесь проходит выставка рождественских вертепов. Внутри находится уникальный орган, наибольший сохранившийся орган, произведенный в Чехии.

## История
Был поставлен на месте костела Божьей Матери, который, судя по старым гравюрам первой половины XIII столетия, был трехнефный и имел раскрашенные готические окна (что подтверждено найденными фрагментами витража), рядом с храмом стояла пристроенная часовня для табернакля, над пресвитерием была башенка для двух колоколов. В направлении к Сезимовой площади в нескольких десятков метров от костела возвышалась башня Табор (чеш. Tábor) с пятью старинными колоколами. В 1683 дворцовый пивовар Томаш Кршенек (чеш. Tomáš Křenek) на свои средства дал изготовить алтарь Св. Катерины. Фердинанд Дитрихштейн в 1691 добивался расширения храма, что было ему позволено. Его планы все-таки не были реализованы, вместо этого был построен храм Вознесения Девы Марии, его строительство началось в 1699, когда было снесено прилегающее кладбище. В 1700 году начала разрушаться дарохранительница, мощи Святого Лигуриаша были перенесены в костел Святой Анны, где происходили богослужения из-за отсутствия места в костеле Святой Катерины. Рабочие при строительстве уничтожили большинство надгробий, остальные использовали как плитку для главного нефа. Уже в 1705 в ещё недостроенном здании начали проходить мессы, первую отслужил 21 ноября Павел А. Хаберланд (Pavel A. Haberlandt). 7-13 сентября 1707 храм был освящен аббатом Витем, который освятил также 10 алтарей. Храм закончили только в 1713 по причине большого внешнего убранства и установки скульптур. Башня была закончена в 1715 году по плану итальянского строителя Доменика Д`Ангели, работающего со строителем Витем из Нового Весели и братьями Яном и Петром Спинетим, строительство финансировал главным образом Леопольд Дитрихштейн. Башню уничтожил большой пожар в 1863, она снова была поставлена в 1895 по проекту архитектора Шморанзе. Пожар в 1863 растопил даже колокола, из остатков которых были изготовлены новые в 1864 йиглавским звонарем Иосифом Гилзером (чеш. Josef Hilzer). Три колокола были освящены 12 декабря 1867 и получили имена Святой Клотильды, Святого Игната и Девы Марии, два следующих меньших колокола отлил Гилзер, были освящены и получили имена Святого Войтеха и Святого Яна Непомуцкого.

## Управление костелом
В 1418 году большинство жителей Польны и управление храмом перешло от католиков к гуситам, в чьих руках оставалось до 1454 года. Со второй половины XV столетия и до конца XVI столетия здесь менялись католические и протестантские священники. В 1563 году в грамотах упоминается как соборный храм. Согласно документам 1677 года под приход польнского костела попадал и костел Св. Николая Чудотворца, который отделился в 1736, и костел Св. Иакова в Велких Лосенисах, который отсоединился в 1696.
С 1784 года Польна и окольные населенные пункты подчиняются епархии Градец-Карлове.

## Архитектура
Костел представляет собой здание с тремя нефами 63,53 метром длинной, 26,54 метров шириной и 22,12 метров высотой. Отдельно стоящая башня 63,5 метров высотой. Интерьер богато украшен лепниной, её главным автором был Джиакоммо Корбелини (Giacommo Corbellini) и его школа. В украшении храма мимо всех прочих участвовали итальянские художники из семьи Карлоне, венский скульптор Матиас Рот (Mathias Roth), позолотчик Агостино ди Гранди (Agostino di Grandi), венский дворцовый плотник Мауритц Клейграф (Mauritz Cleigraf) и другие. Также советы давал французский парковый архитектор Жан Трехет (Jean Trehet), работающий на Леопольда Дитрихштейна. Автором фресок западной части костела был немецкий художник Йонас Дрентветт (Jonaß Drentwett).
Цилиндрический свод с люнетами и пресбитерий украшен орнаментами и фигуральными акантами, растительными узорами, картушами, завесами, облаками, а также изображением ангелов и символов. Потолок покрыт нежной лепниной с символикой Девы Марии. Стены главного и боковых нефов составляют колонны, коринфские капители, рельефные карнизы и балюстрады. Над боковыми нефами находятся ампирные своды. В костеле стоит десять алтарей.
Каменная плитка 1713 года сделана из старых надгробий и под ней находятся останки рода Жейдлицовых из Шенфелда (чеш. Žejdlicové ze Šenfeldu), которые выкрали в 1898 году рабочие фирмы Атонина Сухарда из Новой Паки. Эту кражу расследовали до 1916, расследование из-за Первой мировой войны задержалось на 18 лет. Оловянная купельня 1617 года относится к протестантскому периоду, выполнена Лукашем Глейкснером (чеш. Lukáš Gleixner).

### Алтари

#### Главный алтарь
В храме находится десять алтарей. Главный алтарь с колоннами содержит образ Вознесения Девы Марии, был выполнен по заказу Леопольда Дитрихштейна в Вене и, по современным исследованиям, принадлежит кисти австрийско-итальянского художника Мартина Алтомонта.

#### Остальные алтари.
Алтарь Св. Лигуриаша находится слева от главного алтаря, изготовлен в 1806 г., алтарь Животворящего Креста и Святого Яна Непомуцкого изготовлен Индршихом Ноской из Йиглавы. Алтарь Всех Святых изготовлен в Риме в 1680 г на средства Фердинанда Дитрихштейна, алтарь Святой Анны — ещё из старого собора, изготовлен в 1679 г. Также в храме находятся алтарь Святого Иоанна Крестителя, Чёрной Часовни, Апостола Фаддея, Святого Филиппа Нери и Матери Божьей.

### Ризница
Внутри стоит ризница с богатой резьбой и вход в тайную комнату. На стенах висят образы Св. Яна Непомуцкого, Св. Вацлава, Св. Петра и Павла с первой половины XVIII столетия.

### Башня
Имеет шесть этажей и стены 1,85 −3 м толщиной.

### Орган
Уникальный орган в 1708 году на средства священника Вацлава Войтеха Чапка изготовил моравский мастер Ян Давид Сибер (чеш. Jan David Sieber). В настоящее время это наибольший сохранившийся орган, произведенный в Чехии. Располагается на большом хоре в главном нефе. Шкаф инструмента вырезал польнский ремесленник Мартин Моравек (чеш. Martin Morávek). Изначально состоял из 1514 труб. На протяжении лет несколько раз ремонтировался, более-менее профессионально. Городской пожар в 1863 фактически не коснулся самого органа, но высушил меха, которые стали непригодны для использования, были изготовлены новые.
В костеле есть ещё один меньший орган. Его относят к 16 столетию. Один из самых старинных инструментов Польны.

## Посещение
Туристы могут попасть внутрь костела по договоренности с управой Польны, которая находится напротив входа в храм.